# Arleen Whelan
Arleen Whelan  née le 1er septembre 1916 à Salt Lake City (Utah), et morte le 7 avril 1993 dans le Comté d'Orange (Californie) à la suite d'une hémorragie cérébrale, est une actrice américaine.

## Filmographie partielle
- 1937 : On Again-Off Again d'Edward F. Cline
- 1938 : Le Proscrit (Kidnapped) d'Alfred L. Werker
- 1938 : Monsieur tout-le-monde (Thanks for Eveyrthing) de William A. Seiter
- 1938 : L'Île des angoisses (Gateway) d'Alfred L. Werker
- 1939 : Vers sa destinée (Young Mister Lincoln) de John Ford
- 1939 : Boy Friend de James Tinling
- 1940 : Jeunesse (Young People) d'Allan Dwan
- 1941 : La Tante de Charley (Charley's Aunt) d'Archie Mayo
- 1942 : Sundown Jim de James Tinling
- 1943 : Le Cabaret des étoiles (Stage Door Canteen'') de Frank Borzage
- 1947 : Ma femme, la capitaine (Suddenly, It's Spring) de Mitchell Leisen
- 1947 : Femme de feu (Ramrod) d'André de Toth
- 1948 : Scandale en première page (That Wonderful Urge) de Robert B. Sinclair
- 1949 : Le Démon du logis (Dear Wife), de William D. Russell
- 1951 : La Caravane des évadés (Passage West), de Lewis R. Foster
- 1952 : Le soleil brille pour tout le monde (The Sun shines bright) de John Ford
- 1957 : L'Ultime chevauchée (Raiders of Old California) d'Albert C. Gannaway